# Aurajauratj
Aurajauratj är en sjö i Jokkmokks kommun i Lappland och ingår i Piteälvens huvudavrinningsområde. Sjön har en area på 0,118 kvadratkilometer och ligger 459,4 meter över havet.

## Delavrinningsområde
Aurajauratj ingår i det delavrinningsområde (733793-164916) som SMHI kallar för Inloppet i Lill-Varjisträsket. Medelhöjden är 415 meter över havet och ytan är 48,42 kvadratkilometer. Räknas de 10 avrinningsområdena uppströms in blir den ackumulerade arean 261,02 kvadratkilometer. Varjisån som avvattnar avrinningsområdet har biflödesordning 2, vilket innebär att vattnet flödar genom totalt 2 vattendrag innan det når havet efter 155 kilometer. Avrinningsområdet består mestadels av skog (79 procent) och sankmarker (17 procent). Avrinningsområdet har 0,47 kvadratkilometer vattenytor vilket ger det en sjöprocent på 1 procent.